# کیمسا اوکرو پونتا
کیمسا اوکرو پونتا (به اسپانیایی: Kimsa Ukru Punta) یک کوه در پرو است که در منطقه اوئانوکو واقع شده‌است. کیمسا اوکرو پونتا ۴٬۴۰۰ متر بالاتر از سطح دریا واقع شده‌است.